# Bull Run (Virginia)
Bull Run es un lugar designado por el censo en el  condado de Prince William, Virginia  (Estados Unidos). Según el censo de 2010 tenía una población de 14 983 habitantes.

## Demografía
Según el censo del 2000, Bull Run tenía 11 337 habitantes, 4728 viviendas, y 2709 familias. La densidad de población era de 1.633,3 habitantes por km².
De las 4728 viviendas en un 34,5%  vivían niños de menos de 18 años, en un 36,3%  vivían parejas casadas, en un 16% mujeres solteras, y en un 42,7% no eran unidades familiares. En el 32% de las viviendas  vivían personas solas el 5,1% de las cuales correspondía a personas de 65 años o más que vivían solas. El número medio de personas viviendo en cada vivienda era de 2,4 y el número medio de personas que vivían en cada familia era de 3,03.
Por edades la población se repartía de la siguiente manera: un 26,5% tenía menos de 18 años, un 12,4% entre 18 y 24, un 44,1% entre 25 y 44, un 12,9% de 45 a 60 y un 4% 65 años o más.
La edad media era de 29 años.  Por cada 100 mujeres de 18 o más años  había 93,3 hombres.
La renta media por vivienda era de 49 519$ y la renta media por familia de 55 355$. Los hombres tenían una renta media de 38 216$ mientras que las mujeres 33 450$. La renta per cápita de la población era de 22 384$. En torno al 8,5% de las familias y el 9,5% de la población estaban por debajo del umbral de pobreza.

## Localidades adyacentes
El siguiente diagrama muestra a las localidades más próximas a Bull Run.